# Tabanus decipiens
Tabanus decipiens är en tvåvingeart som först beskrevs av Krober 1928.  Tabanus decipiens ingår i släktet Tabanus och familjen bromsar. Inga underarter finns listade i Catalogue of Life.